# Or (film)
Or è un film del 2004 diretto da Keren Yedaya, vincitore della Caméra d'or per la miglior opera prima al 57º Festival di Cannes.